# Riu Sind
El riu Sind o Kali Sindh és un curs fluvial de l'Índia central a Madhya Pradesh que neix a l'altiplà de Malwa al districte de Vidisha (prop del poble de Nainwas) i corre en direcció sud-oest fins a desaiguar al Yamuna al districte d'Etawah a Uttar Pradesh després de la confluència del darrer amb el Chambal. Té un curs de poc més de 400 km.
Entre els seus afluents destacats el Parvati, el Mahuar (que se li uneixen per l'oest i est prop de Parwai), el Nun, a uns 15 km més avall, el Saon i el Besli a uns 100 km endavant, i el Pahuj i Kwari o Kunwari, uns 30 km després dels anteriors
Un riu de nom Sindhu és esmentat als puranes junt al Dhasan.